# Борі
Бо́рі (рос. Бори) — село у складі Стрітенського району Забайкальського краю, Росія. Входить до складу Фірсовського сільського поселення.

## Населення
Населення — 236 осіб (2010; 276 у 2002).
Національний склад (станом на 2002 рік):
- росіяни — 99 %